# Beach volley ai Giochi della XXXIII Olimpiade - Torneo maschile
Il torneo maschile di beach volley dei Giochi della XXXIII Olimpiade si è svolta a Parigi presso l'Eiffel Tower Stadium Campo di Marte dal 27 luglio al 10 agosto impegnando 24 coppie di atleti in rappresentanza di 18 nazioni.

## Qualificati
Ogni comitato olimpico nazionale può far partecipare fino a due squadre per torneo.
| Competizione                             | Data              | Sede              | Posti | Qualificati |
| ---------------------------------------- | ----------------- | ----------------- | ----- | --- |
| Nazione ospitante                        | N.D.              | N.D.              | 1     | Francia |
| Campionati mondiali di beach volley 2023 | 6-15 ottobre 2023 | Messico, Tlaxcala | 1     | Rep. Ceca |
| Classifica mondiale FIVB                 | 9 giugno 2024     | Svizzera, Losanna | 17    | Svezia Norvegia Germania Brasile Stati Uniti Paesi Bassi Brasile Italia Polonia Paesi Bassi Qatar Stati Uniti Spagna Italia Australia Cuba Austria |
| Coppa europea 2023-2024                  | 13-16 giugno 2024 | Lettonia, Jūrmala | 1     | Francia |
| Coppa africa 2023-2024                   | 20-23 giugno 2024 | Marocco, Martil   | 1     | Marocco |
| Coppa asiatica e oceanica 2023-2024      | 21-23 giugno 2024 | Cina, Ningbo      | 1     | Australia |
| Coppa sudamericana maschile 2023-2024    | 21-23 giugno 2024 | Cile, Iquique     | 1     | Argentina |
| Coppa nordamericana 2023-2024            | 21-23 giugno 2024 | Messico, Tlaxcala | 1     | Canada |
| Totale                                   | Totale            | Totale            | 24    | |

## Risultati

### Primo Turno

#### Gruppo A
| Pos. | Squadra                            | Pt | G | V | P | SV | SP | Ratio | PF  | PS  | Ratio |
| ---- | ---------------------------------- | -- | - | - | - | -- | -- | ----- | --- | --- | ----- |
| 1    | Younousse – Tijan (Qatar)          | 6  | 3 | 3 | 0 | 6  | 1  | 6.000 | 140 | 127 | 1.102 |
| 2    | Cottafava - Nicolai (Italia)       | 5  | 3 | 2 | 1 | 4  | 2  | 2.000 | 124 | 118 | 1.051 |
| 3    | Åhman - Hellvig (Svezia)           | 4  | 3 | 1 | 2 | 3  | 4  | 0.750 | 139 | 134 | 1.037 |
| 4    | Nicolaidis - Carracher (Australia) | 3  | 3 | 0 | 3 | 0  | 6  | 0.000 | 102 | 126 | 0.810 |

      Qualificata ai quarti di finale.
| 27/07/2024 | 15:00 | Åhman - Hellvig     | 2-0 | Nicolaidis - Carracher | 21-14 | 21-19 | -     | Eiffel Tower Stadium Campo di Marte |
| 27/07/2024 | 23:00 | Cottafava - Nicolai | 0-2 | Younousse – Tijan      | 19-21 | 18-21 | -     | Eiffel Tower Stadium Campo di Marte |
| 29/07/2021 | 09:00 | Cottafava - Nicolai | 2-0 | Nicolaidis - Carracher | 21-19 | 21-18 | -     | Eiffel Tower Stadium Campo di Marte |
| 29/07/2024 | 20:00 | Åhman - Hellvig     | 1-2 | Younousse – Tijan      | 21-15 | 19-21 | 18-20 | Eiffel Tower Stadium Campo di Marte |
| 01/08/2024 | 10:00 | Younousse – Tijan   | 2-0 | Nicolaidis - Carracher | 21-14 | 21-18 | -     | Eiffel Tower Stadium Campo di Marte |
| 01/08/2024 | 17:00 | Åhman - Hellvig     | 0-2 | Cottafava - Nicolai    | 22-24 | 17-21 | -     | Eiffel Tower Stadium Campo di Marte |

#### Gruppo B
| Pos. | Squadra                             | Pt | G | V | P | SV | SP | Ratio | PF  | PS  | Ratio |
| ---- | ----------------------------------- | -- | - | - | - | -- | -- | ----- | --- | --- | ----- |
| 1    | Mol - Sørum (Norvegia)              | 6  | 3 | 3 | 0 | 6  | 0  | MAX   | 126 | 92  | 1.370 |
| 2    | Van de Velde - Immers (Paesi Bassi) | 4  | 3 | 1 | 2 | 3  | 4  | 0.750 | 131 | 133 | 0.985 |
| 3    | M. Grimalt - E. Grimalt (Cile)      | 4  | 3 | 1 | 2 | 2  | 4  | 0.500 | 109 | 120 | 0.908 |
| 4    | Ranghieri - Carambula (Italia)      | 4  | 3 | 1 | 2 | 2  | 5  | 0.400 | 119 | 140 | 0.850 |

      Qualificata ai quarti di finale.
| 28/07/2024 | 10:00 | Van de Velde - Immers | 1-2 | Ranghieri - Carambula   | 20-22 | 21-19 | 13-15 | Eiffel Tower Stadium Campo di Marte |
| 28/07/2024 | 21:00 | Mol - Sørum           | 2-0 | M. Grimalt - E. Grimalt | 21-14 | 21-16 | -     | Eiffel Tower Stadium Campo di Marte |
| 31/07/2024 | 16:00 | Van de Velde - Immers | 2-0 | M. Grimalt - E. Grimalt | 21-19 | 21-16 | -     | Eiffel Tower Stadium Campo di Marte |
| 31/07/2024 | 22:00 | Mol - Sørum           | 2-0 | Ranghieri - Carambula   | 21-12 | 21-15 | -     | Eiffel Tower Stadium Campo di Marte |
| 02/08/2024 | 10:00 | Ranghieri - Carambula | 0-2 | M. Grimalt - E. Grimalt | 15-21 | 21-23 | -     | Eiffel Tower Stadium Campo di Marte |
| 02/08/2024 | 20:00 | Mol - Sørum           | 2-0 | Van de Velde - Immers   | 21-16 | 21-19 | -     | Eiffel Tower Stadium Campo di Marte |

#### Gruppo C
| Pos. | Squadra                       | Pt | G | V | P | SV | SP | Ratio | PF  | PS  | Ratio |
| ---- | ----------------------------- | -- | - | - | - | -- | -- | ----- | --- | --- | ----- |
| 1    | Ehlers - Wickler (Germania)   | 6  | 3 | 3 | 0 | 6  | 1  | 6.000 | 140 | 122 | 1.148 |
| 2    | Bryl - Łosiak (Polonia)       | 5  | 3 | 2 | 1 | 4  | 2  | 2.000 | 118 | 107 | 1.103 |
| 3    | Hodges - Schubert (Australia) | 4  | 3 | 1 | 2 | 3  | 4  | 0.750 | 131 | 134 | 0.978 |
| 4    | Bassereau - Lyneel (Francia)  | 3  | 3 | 0 | 3 | 0  | 6  | 0.000 | 101 | 127 | 0.795 |

      Qualificata ai quarti di finale.
| 30/07/2024 | 09:00 | Bryl - Łosiak     | 2-0 | Hodges - Schubert  | 21-16 | 21-16 | -     | Eiffel Tower Stadium Campo di Marte |
| 30/07/2024 | 10:00 | Ehlers - Wickler  | 2-0 | Bassereau - Lyneel | 21-15 | 21-17 | -     | Eiffel Tower Stadium Campo di Marte |
| 01/08/2024 | 09:00 | Ehlers - Wickler  | 2-1 | Hodges - Schubert  | 16-21 | 21-18 | 19-17 | Eiffel Tower Stadium Campo di Marte |
| 01/08/2024 | 21:00 | Bryl - Łosiak     | 2-0 | Bassereau - Lyneel | 21-15 | 21-18 | -     | Eiffel Tower Stadium Campo di Marte |
| 03/08/2024 | 09:00 | Ehlers - Wickler  | 2-0 | Bryl - Łosiak      | 21-19 | 21-15 | -     | Eiffel Tower Stadium Campo di Marte |
| 03/08/2024 | 10:00 | Hodges - Schubert | 2-0 | Bassereau - Lyneel | 21-16 | 22-20 | -     | Eiffel Tower Stadium Campo di Marte |

#### Gruppo D
| Pos. | Squadra                      | Pt | G | V | P | SV | SP | Ratio | PF  | PS  | Ratio |
| ---- | ---------------------------- | -- | - | - | - | -- | -- | ----- | --- | --- | ----- |
| 1    | Díaz - Alayo (Cuba)          | 6  | 3 | 3 | 0 | 6  | 0  | MAX   | 126 | 92  | 1.370 |
| 2    | Partain - Benesh (USA)       | 5  | 3 | 2 | 1 | 4  | 3  | 1.333 | 135 | 126 | 1.071 |
| 3    | Wanderley - Stein (Brasile)  | 4  | 3 | 1 | 2 | 3  | 4  | 0.750 | 119 | 120 | 0.992 |
| 4    | Abicha - El Graoui (Marocco) | 3  | 3 | 0 | 3 | 0  | 6  | 0.000 | 91  | 133 | 0.684 |

      Qualificata ai quarti di finale.
| 27/07/2024 | 14:00 | Partain - Benesh  | 0-2 | Díaz - Alayo       | 18-21 | 18-21 | -    | Eiffel Tower Stadium Campo di Marte |
| 27/07/2024 | 19:00 | Wanderley - Stein | 2-0 | Abicha - El Graoui | 21-18 | 21-10 | -    | Eiffel Tower Stadium Campo di Marte |
| 30/07/2024 | 12:00 | Wanderley - Stein | 0-2 | Díaz - Alayo       | 13-21 | 18-21 | -    | Eiffel Tower Stadium Campo di Marte |
| 30/07/2024 | 15:00 | Partain - Benesh  | 2-0 | Abicha - El Graoui | 21-12 | 28-26 | -    | Eiffel Tower Stadium Campo di Marte |
| 01/08/2024 | 12:00 | Díaz - Alayo      | 2-0 | Abicha - El Graoui | 21-14 | 21-11 | -    | Eiffel Tower Stadium Campo di Marte |
| 01/08/2024 | 15:00 | Wanderley - Stein | 1-2 | Partain - Benesh   | 17-21 | 21-14 | 8-15 | Eiffel Tower Stadium Campo di Marte |

#### Gruppo E
| Pos. | Squadra                         | Pt | G | V | P | SV | SP | Ratio | PF  | PS  | Ratio |
| ---- | ------------------------------- | -- | - | - | - | -- | -- | ----- | --- | --- | ----- |
| 1    | Evandro - Arthur (Brasile)      | 6  | 3 | 3 | 0 | 6  | 0  | MAX   | 126 | 100 | 1.260 |
| 2    | Perušič - Schweiner (Rep. Ceca) | 5  | 3 | 2 | 1 | 4  | 2  | 2.000 | 118 | 109 | 1.083 |
| 3    | Schachter - Dearing (Canada)    | 4  | 3 | 1 | 2 | 2  | 4  | 0.500 | 107 | 115 | 0.930 |
| 4    | Hörl - Horst (Austria)          | 3  | 3 | 0 | 3 | 0  | 6  | 0.000 | 99  | 126 | 0.786 |

      Qualificata ai quarti di finale.
| 28/07/2024 | 17:00 | Perušič - Schweiner | 2-0 | Schachter - Dearing | 21-17 | 21-19 | - | Eiffel Tower Stadium Campo di Marte |
| 28/07/2024 | 20:00 | Evandro - Arthur    | 2-0 | Hörl - Horst        | 21-18 | 21-19 | - | Eiffel Tower Stadium Campo di Marte |
| 31/07/2024 | 09:00 | Perušič - Schweiner | 2-0 | Hörl - Horst        | 21-18 | 21-13 | - | Eiffel Tower Stadium Campo di Marte |
| 31/07/2024 | 20:00 | Evandro - Arthur    | 2-0 | Schachter - Dearing | 21-13 | 21-16 | - | Eiffel Tower Stadium Campo di Marte |
| 02/08/2024 | 11:00 | Hörl - Horst        | 0-2 | Schachter - Dearing | 16-21 | 15-21 | - | Eiffel Tower Stadium Campo di Marte |
| 02/08/2024 | 21:00 | Perušič - Schweiner | 0-2 | Evandro - Arthur    | 18-21 | 16-21 | - | Eiffel Tower Stadium Campo di Marte |

#### Gruppo F
| Pos. | Squadra                           | Pt | G | V | P | SV | SP | Ratio | PF  | PS  | Ratio |
| ---- | --------------------------------- | -- | - | - | - | -- | -- | ----- | --- | --- | ----- |
| 1    | Boermans - De Groot (Paesi Bassi) | 6  | 3 | 3 | 0 | 6  | 0  | MAX   | 126 | 89  | 1.416 |
| 2    | Herrera - Gavira (Spagna)         | 5  | 3 | 2 | 1 | 4  | 3  | 1.333 | 131 | 123 | 1.065 |
| 3    | Evans - Budinger (USA)            | 4  | 3 | 1 | 2 | 2  | 4  | 0.500 | 99  | 109 | 0.908 |
| 4    | Krou - Gauthier-Rat (Francia)     | 3  | 3 | 0 | 3 | 1  | 6  | 0.167 | 108 | 143 | 0.755 |

      Qualificata ai quarti di finale.
| 29/07/2024 | 10:00 | Boermans - de Groot | 2-0 | Herrera - Gavira    | 21-15 | 21-15 | -    | Eiffel Tower Stadium Campo di Marte |
| 29/07/2024 | 16:00 | Krou - Gauthier-Rat | 0-2 | Evans - Budinger    | 14-21 | 11-21 | -    | Eiffel Tower Stadium Campo di Marte |
| 30/07/2024 | 17:00 | Krou - Gauthier-Rat | 1-2 | Herrera - Gavira    | 21-23 | 23-21 | 8-15 | Eiffel Tower Stadium Campo di Marte |
| 30/07/2024 | 20:00 | Boermans - de Groot | 2-0 | Evans - Budinger    | 21-13 | 21-15 | -    | Eiffel Tower Stadium Campo di Marte |
| 02/08/2024 | 15:00 | Herrera - Gavira    | 2-0 | Evans - Budinger    | 21-18 | 21-11 | -    | Eiffel Tower Stadium Campo di Marte |
| 02/08/2024 | 16:00 | Krou - Gauthier-Rat | 0-2 | Boermans - de Groot | 15-21 | 16-21 | -    | Eiffel Tower Stadium Campo di Marte |

### Classifica delle terze
| Pos. | Grp. | Coppie                         | Pt | G | V | P | Sv | Sp | Sr    | Pv  | Pp  | Pr    |
| ---- | ---- | ------------------------------ | -- | - | - | - | -- | -- | ----- | --- | --- | ----- |
| 1    | A    | Åhman - Hellvig (Svezia)       | 4  | 3 | 1 | 2 | 3  | 4  | 0.750 | 139 | 134 | 1.037 |
| 2    | D    | Wanderley - Stein (Brasile)    | 4  | 3 | 1 | 2 | 3  | 4  | 0.750 | 119 | 120 | 0.992 |
| 3    | C    | Hodges - Schubert (Australia)  | 4  | 3 | 1 | 2 | 3  | 4  | 0.750 | 131 | 134 | 0.978 |
| 4    | E    | Schachter - Dearing (Canada)   | 4  | 3 | 1 | 2 | 2  | 4  | 0.500 | 107 | 115 | 0.930 |
| 5    | B    | M. Grimalt - E. Grimalt (Cile) | 4  | 3 | 1 | 2 | 2  | 4  | 0.500 | 109 | 120 | 0.908 |
| 6    | F    | Evans - Budinger (USA)         | 4  | 3 | 1 | 2 | 2  | 4  | 0.500 | 99  | 109 | 0.908 |

#### Spareggi
| Parigi 3 agosto 2024, ore 18:00 UTC+2 | Schachter - Dearing         | 0 – 2 (1–21; 0–21) referto | M. Grimalt - E. Grimalt | Eiffel Tower Stadium Campo di Marte (10.659 spett.)\| Arbitri: \| José Padron Osvaldo Sumavil \| |
| Arbitri:                              | José Padron Osvaldo Sumavil |                            |                         |                                                                                                  |

| Parigi 3 agosto 2024, ore 23:00 UTC+2 | Hodges - Schubert              | 0 – 2 (19–21; 17–21) referto | Evans - Budinger | Eiffel Tower Stadium Campo di Marte (10.852 spett.)\| Arbitri: \| José Padron Jean Mukundiyukuri \| |
| Arbitri:                              | José Padron Jean Mukundiyukuri |                              |                  | |

## Fase ad eliminazione diretta
|  | Ottavi di finale        | Ottavi di finale    |                   |   | Quarti di finale          | Quarti di finale          |  |  | Semifinali | Semifinali |  |  | Finale | Finale |
|  |                         |                     |                   |   |                           |                           |  |  |            |            |  |  |        |        |
|  |                         |                     |                   |   |                           |                           |  |  |            |            |  |  |        |        |
|  |                         |                     |                   |   |                           |                           |  |  |            |            |  |  |        |        |
|  | Younousse – Tijan       | 2                   |                   |   |                           |                           |  |  |            |            |  |  |        |        |
|  | Younousse – Tijan       | 2                   |                   |   |                           |                           |  |  |            |            |  |  |        |        |
|  | M. Grimalt - E. Grimalt | 0                   |                   |   |                           |                           |  |  |            |            |  |  |        |        |
|  | M. Grimalt - E. Grimalt | 0                   | Younousse – Tijan | 2 |                           |                           |  |  |            |            |  |  |        |        |
|  |                         |                     | Younousse – Tijan | 2 |                           |                           |  |  |            |            |  |  |        |        |
|  |                         | Partain - Benesh    | 0                 |   |                           |                           |  |  |            |            |  |  |        |        |
|  | Partain - Benesh        | Partain - Benesh    | 0                 | 2 |                           |                           |  |  |            |            |  |  |        |        |
|  | Partain - Benesh        |                     |                   | 2 |                           |                           |  |  |            |            |  |  |        |        |
|  | Cottafava - Nicolai     | 0                   |                   |   |                           |                           |  |  |            |            |  |  |        |        |
|  | Cottafava - Nicolai     | 0                   | Younousse – Tijan | 0 |                           |                           |  |  |            |            |  |  |        |        |
|  |                         |                     | Younousse – Tijan | 0 |                           |                           |  |  |            |            |  |  |        |        |
|  |                         | Åhman - Hellvig     | 2                 |   |                           |                           |  |  |            |            |  |  |        |        |
|  | Evandro - Arthur        | Åhman - Hellvig     | 2                 | 2 |                           |                           |  |  |            |            |  |  |        |        |
|  | Evandro - Arthur        |                     |                   | 2 |                           |                           |  |  |            |            |  |  |        |        |
|  | Van de Velde - Immers   | 0                   |                   |   |                           |                           |  |  |            |            |  |  |        |        |
|  | Van de Velde - Immers   | 0                   | Evandro - Arthur  | 0 |                           |                           |  |  |            |            |  |  |        |        |
|  |                         |                     | Evandro - Arthur  | 0 |                           |                           |  |  |            |            |  |  |        |        |
|  |                         | Åhman - Hellvig     | 2                 |   |                           |                           |  |  |            |            |  |  |        |        |
|  | Åhman - Hellvig         | Åhman - Hellvig     | 2                 | 2 |                           |                           |  |  |            |            |  |  |        |        |
|  | Åhman - Hellvig         |                     |                   | 2 |                           |                           |  |  |            |            |  |  |        |        |
|  | Díaz - Alayo            | 1                   |                   |   |                           |                           |  |  |            |            |  |  |        |        |
|  | Díaz - Alayo            | 1                   | Åhman - Hellvig   | 2 |                           |                           |  |  |            |            |  |  |        |        |
|  |                         |                     | Åhman - Hellvig   | 2 |                           |                           |  |  |            |            |  |  |        |        |
|  |                         | Ehlers - Wickler    | 0                 |   |                           |                           |  |  |            |            |  |  |        |        |
|  | Ehlers - Wickler        | Ehlers - Wickler    | 0                 | 2 |                           |                           |  |  |            |            |  |  |        |        |
|  | Ehlers - Wickler        |                     |                   | 2 |                           |                           |  |  |            |            |  |  |        |        |
|  | Wanderley - Stein       | 0                   |                   |   |                           |                           |  |  |            |            |  |  |        |        |
|  | Wanderley - Stein       | 0                   | Ehlers - Wickler  | 2 |                           |                           |  |  |            |            |  |  |        |        |
|  |                         |                     | Ehlers - Wickler  | 2 |                           |                           |  |  |            |            |  |  |        |        |
|  |                         | Boermans - De Groot | 0                 |   |                           |                           |  |  |            |            |  |  |        |        |
|  | Perušič - Schweiner     | Boermans - De Groot | 0                 | 0 |                           |                           |  |  |            |            |  |  |        |        |
|  | Perušič - Schweiner     |                     |                   | 0 |                           |                           |  |  |            |            |  |  |        |        |
|  | Boermans - De Groot     | 2                   |                   |   |                           |                           |  |  |            |            |  |  |        |        |
|  | Boermans - De Groot     | 2                   | Ehlers - Wickler  | 2 |                           |                           |  |  |            |            |  |  |        |        |
|  |                         |                     | Ehlers - Wickler  | 2 |                           |                           |  |  |            |            |  |  |        |        |
|  |                         | Mol - Sørum         | 2                 |   | Finale per il terzo posto | Finale per il terzo posto |  |  |            |            |  |  |        |        |
|  | Bryl - Łosiak           | Mol - Sørum         | 2                 | 0 | Finale per il terzo posto | Finale per il terzo posto |  |  |            |            |  |  |        |        |
|  | Bryl - Łosiak           |                     |                   | 0 |                           |                           |  |  |            |            |  |  |        |        |
|  | Herrera - Gavira        | 2                   |                   |   |                           |                           |  |  |            |            |  |  |        |        |
|  | Herrera - Gavira        | 2                   | Herrera - Gavira  | 0 | Younousse – Tijan         | 0                         |  |  |            |            |  |  |        |        |
|  |                         |                     | Herrera - Gavira  | 0 | Younousse – Tijan         | 0                         |  |  |            |            |  |  |        |        |
|  |                         | Mol - Sørum         | 2                 |   | Mol - Sørum               | 2                         |  |  |            |            |  |  |        |        |
|  | Evans - Budinger        | Mol - Sørum         | 2                 | 0 | Mol - Sørum               | 2                         |  |  |            |            |  |  |        |        |
|  | Evans - Budinger        |                     |                   | 0 |                           |                           |  |  |            |            |  |  |        |        |
|  | Mol - Sørum             | 2                   |                   |   |                           |                           |  |  |            |            |  |  |        |        |
|  | Mol - Sørum             | 2                   |                   |   |                           |                           |  |  |            |            |  |  |        |        |

### Ottavi di finale
| Parigi 4 agosto 2024, ore 10:00 | Ehlers - Wickler           | 2 – 0 (21–16; 21–17) referto | Wanderley - Stein | Eiffel Tower Stadium Campo di Marte (10,638 spett.)\| Arbitri: \| Brian Hiebert Rui Carvalho \| |
| Arbitri:                        | Brian Hiebert Rui Carvalho |                              |                   |                                                                                                 |

| Parigi 4 agosto 2024, ore 13:00 | Perušič - Schweiner               | 0 – 2 (18–21; 16–21) referto | Boermans - De Groot | Eiffel Tower Stadium Campo di Marte (10,434 spett.)\| Arbitri: \| Davide Crescentini Sylvain Druart \| |
| Arbitri:                        | Davide Crescentini Sylvain Druart |                              |                     | |

| Parigi 4 agosto 2024, ore 14:00 | Åhman - Hellvig                        | 2 – 1 (21–11; 26–28; 15–11) referto | Díaz - Alayo | Eiffel Tower Stadium Campo di Marte (10,676 spett.)\| Arbitri: \| Charalampos Papadogoulas Brian Hiebert \| |
| Arbitri:                        | Charalampos Papadogoulas Brian Hiebert |                                     |              | |

| Parigi 4 agosto 2024, ore 21:00 | Evandro - Arthur            | 2 – 0 (21–16; 21–16) referto | Van de Velde - Immers | Eiffel Tower Stadium Campo di Marte (10,559 spett.)\| Arbitri: \| Osvaldo Sumavil José Padron \| |
| Arbitri:                        | Osvaldo Sumavil José Padron |                              |                       |                                                                                                  |

| Parigi 5 agosto 2024, ore 10:00 | Bryl - Łosiak             | 0 – 2 (21–23; 18–21) referto | Herrera - Gavira | Eiffel Tower Stadium Campo di Marte (10,705 spett.)\| Arbitri: \| Brian Hiebert Robert Leko \| |
| Arbitri:                        | Brian Hiebert Robert Leko |                              |                  |                                                                                                |

| Parigi 5 agosto 2024, ore 14:00 | Evans - Budinger                 | 0 – 2 (16–21; 14–21) referto | Mol - Sørum | Eiffel Tower Stadium Campo di Marte (10,799 spett.)\| Arbitri: \| Giovanni Bake Davide Crescentini \| |
| Arbitri:                        | Giovanni Bake Davide Crescentini |                              |             | |

| Parigi 5 agosto 2024, ore 17:00 | Partain - Benesh            | 2 – 0 (21–17; 21–18) referto | Cottafava - Nicolai | Eiffel Tower Stadium Campo di Marte (10,105 spett.)\| Arbitri: \| José Padron Osvaldo Sumavil \| |
| Arbitri:                        | José Padron Osvaldo Sumavil |                              |                     |                                                                                                  |

| Parigi 5 agosto 2024, ore 22:00 | Younousse – Tijan              | 2 – 0 (21–14; 21–13) referto | M. Grimalt - E. Grimalt | Eiffel Tower Stadium Campo di Marte (10,713 spett.)\| Arbitri: \| Giseli Amantino Brigham Beatie \| |
| Arbitri:                        | Giseli Amantino Brigham Beatie |                              |                         | |

### Quarti di finale
| Parigi 6 agosto 2024, ore 17:00 | Ehlers - Wickler         | 2 – 0 (22–20; 21–15) referto | Boermans - De Groot | Eiffel Tower Stadium Campo di Marte (10,269 spett.)\| Arbitri: \| Robert Leko Rui Carvalho \| |
| Arbitri:                        | Robert Leko Rui Carvalho |                              |                     |                                                                                               |

| Parigi 6 agosto 2024, ore 18:00 | Evandro - Arthur                 | 0 – 2 (17–21; 16–21) referto | Åhman - Hellvig | Eiffel Tower Stadium Campo di Marte (10,629 spett.)\| Arbitri: \| Davide Crescentini Brian Hiebert \| |
| Arbitri:                        | Davide Crescentini Brian Hiebert |                              |                 | |

| Parigi 7 agosto 2024, ore 21:00 | Herrera - Gavira              | 0 – 2 (16–21; 17–21) referto | Mol - Sørum | Eiffel Tower Stadium Campo di Marte (10,425 spett.)\| Arbitri: \| Brian Hiebert Giseli Amantino \| |
| Arbitri:                        | Brian Hiebert Giseli Amantino |                              |             | |

| Parigi 7 agosto 2024, ore 22:00 | Younousse – Tijan                           | 2 – 0 (21–14; 21–16) referto | Partain - Benesh | Eiffel Tower Stadium Campo di Marte (10,731 spett.)\| Arbitri: \| Charalampos Papadogoulas Davide Crescentini \| |
| Arbitri:                        | Charalampos Papadogoulas Davide Crescentini |                              |                  | |

### Semifinali
| Parigi 8 agosto 2024, ore 18:00 | Ehlers - Wickler                       | 2 – 1 (21–13; 17–21; 15-13) referto | Mol - Sørum | Eiffel Tower Stadium Campo di Marte (10,591 spett.)\| Arbitri: \| Juan Saavedra Charalampos Papadogoulas \| |
| Arbitri:                        | Juan Saavedra Charalampos Papadogoulas |                                     |             | |

| Parigi 8 agosto 2024, ore 22:00 | Younousse – Tijan           | 0 – 2 (13–21; 17–21) referto | Åhman - Hellvig | Eiffel Tower Stadium Campo di Marte (10,660 spett.)\| Arbitri: \| Robert Leko Osvaldo Sumavil \| |
| Arbitri:                        | Robert Leko Osvaldo Sumavil |                              |                 |                                                                                                  |

### Finale 3º posto
| Parigi 10 agosto 2024, ore 21:00 | Younousse – Tijan                     | 0 – 2 (13–21; 16–21) referto | Mol - Sørum | Eiffel Tower Stadium Campo di Marte (8,904 spett.)\| Arbitri: \| Charalampos Papdogoulas Brian Hiebert \| |
| Arbitri:                         | Charalampos Papdogoulas Brian Hiebert |                              |             | |

### Finale
| Parigi 10 agosto 2024, ore 22:30 | Åhman - Hellvig                   | 2 – 0 (21–10; 21–13) referto | Ehlers - Wickler | Eiffel Tower Stadium Campo di Marte (10,088 spett.)\| Arbitri: \| Brigham Beatie Davide Crescentini \| |
| Arbitri:                         | Brigham Beatie Davide Crescentini |                              |                  | |

## Classifica finale
| Pos. | Coppie                  | Nazione     |
| ---- | ----------------------- | ----------- |
|      | Åhman – Hellvig         | Svezia      |
|      | Ehlers – Wickler        | Germania    |
|      | Mol – Sørum             | Norvegia    |
| 4    | Cherif – Ahmed          | Qatar       |
| 5    | Evandro – Arthur        | Brasile     |
| 5    | Boermans – De Groot     | Paesi Bassi |
| 5    | Herrera – Gavira        | Spagna      |
| 5    | Partain – Benesh        | Stati Uniti |
| 9    | Díaz – Alayo            | Cuba        |
| 9    | George – André          | Brasile     |
| 9    | M. Grimalt – E. Grimalt | Cile        |
| 9    | Perušič – Schweiner     | Rep. Ceca   |
| 9    | Cottafava – Nicolai     | Italia      |
| 9    | Van de Velde – Immers   | Paesi Bassi |
| 9    | Bryl – Łosiak           | Polonia     |
| 9    | Evans – Budinger        | Stati Uniti |
| 17   | Hodges – Schubert       | Australia   |
| 17   | Schachter - Dearing     | Canada      |
| 19   | Nicolaidis - Carracher  | Australia   |
| 19   | Hörl - Horst            | Austria     |
| 19   | Bassereau - Lyneel      | Francia     |
| 19   | Krou - Gauthier-Rat     | Francia     |
| 19   | Ranghieri - Carambula   | Italia      |
| 19   | Abicha - El Graoui      | Marocco     |